# Суборь (Тверская область)
Суборь— деревня в Молоковском районе Тверской области. Относится к Обросовскому сельскому поселению (до 2006 года — центр Суборьского сельского округа).
Находится в 20 километрах к югу от районного центра Молоково, на реке Сиглине, притоке реки Уйвешь (бассейн Мологи).
По данным переписи 2002 года население — 32 жителя, 12 мужчин, 20 женщин.

## История
По данным 1859 года владельческая деревня Субори (Суборь) имела 44 жителя при 9 дворах. Во второй половине XIX — начале XX века деревня относилась к Лесоклинскому приходу Яковлевской волости Бежецкого уезда Тверской губернии. В 1887 году — 16 дворов, 99 жителей, промыслы отхожие: судорабочие в Санкт-Петербурге. В 1919 году Суборь — центр одноимённого сельсовета Лесоклинской волости Бежецкого уезда. По переписи 1920 года в деревне 31 двор, 128 жителей.
В 1997 году — 21 хозяйство, 40 жителей. Администрация сельского округа, правление сельхозкооператива «Доброволец», неполная средняя школа, детсад, библиотека, медпункт, отделение связи, магазин.